# Zuid-Korea op de Olympische Winterspelen 2006
Tijdens de Olympische Winterspelen van 2006 die in Turijn werden gehouden nam Zuid-Korea voor de vijftiende keer deel aan de Winterspelen.
Van de elf veroverde medailles werden er tien in het shorttrack behaald, de elfde medaille werd in het schaatsen behaald. Zuid-Korea eindigde met de elf medailles op een zevende plaats in het medailleklassement.
De succesvolste Zuid-Koreaan was Ahn Hyun-soo die drie gouden en een bronzen medaille veroverde. Drie medailles werden veroverd door Lee Ho-suk en Jin Sin-ju. Choi Eun-kyung won na een zilveren en een bronzen medaille op de Spelen van 2002 op deze spelen goud en zilver waardoor zij in totaal ook vier Olympische medailles scoorde.

## Medailles
| Sport              | Naam                                                                 | Discipline       | Medaille |
| ------------------ | -------------------------------------------------------------------- | ---------------- | -------- |
| Shorttrack mannen  | Ahn Hyun-soo                                                         | 500m             | Brons    |
| Shorttrack mannen  | Ahn Hyun-soo                                                         | 1000m            | Goud     |
| Shorttrack mannen  | Ahn Hyun-soo                                                         | 1500m            | Goud     |
| Shorttrack mannen  | Ahn Hyun-soo / Seo Ho-jin Lee Ho-suk / Song Suk-woo                  | 5000m, aflossing | Goud     |
| Shorttrack mannen  | Lee Ho-suk                                                           | 1000m            | Zilver   |
| Shorttrack mannen  | Lee Ho-suk                                                           | 1500m            | Zilver   |
| Shorttrack vrouwen | Jin Sin-ju                                                           | 1000m            | Goud     |
| Shorttrack vrouwen | Jin Sin-ju                                                           | 1500m            | Goud     |
| Shorttrack vrouwen | Jin Sin-ju / Byun Chun-sa / Jeon Da-hye Choi Eun-kyung / Kang Yun-mi | 3000m, aflossing | Goud     |
| Shorttrack vrouwen | Choi Eun-kyung                                                       | 1500m            | Zilver   |
| Schaatsen mannen   | Lee Kang-seok                                                        | 500m             | Brons    |

## Deelnemers
Aan de tien sporten waarop Zuid-Korea uitkwam namen 44 deelnemers deel, 30 mannen en 14 vrouwen.
| Sport          | Aantal | Mannen                                                                                                  | Vrouwen                                                                       |
| -------------- | ------ | --- | ----------------------------------------------------------------------------- |
| Alpineskiën    | 4      | Kim Hyung-chul Kang Min-heuk Kim Woo-sung                                                               | Oh Jae-eun                                                                    |
| Biatlon        | 1      | Park Yoon-bae                                                                                           |                                                                               |
| Bobsleeën      | 4      | Cho In-ho Lee Ki-ro Kang Kwang-bae Lee Yong                                                             |                                                                               |
| Langlaufen     | 4      | Choi Im-heon Jung Eui-myung Park Byung-joo                                                              | Lee Chae-won                                                                  |
| Freestyleskiën | 1      | | Yoon Chae-rin                                                                 |
| Rodelen        | 1      | Kim Min-kyu                                                                                             |                                                                               |
| Schaatsen      | 14     | Choi Jae-bong Lee Jin-woo Lee Jong-woo Mun Joon Lee Kang-seok Lee Kyou-hyuk Kwon Sun-chun Yeo Sang-yeop | Lee Bo-ra Lee Ju-youn Lee Sang-hwa Noh Seon-yeong Choi Seung-yong Kim You-lim |
| Schansspringen | 4      | Kang Chil-ku Choi Heung-chul Kim Hyun-ki Choi Yong-jik                                                  |                                                                               |
| Shorttrack     | 10     | Seo Ho-jin Lee Ho-suk Ahn Hyun-soo Oh Se-jong Song Suk-woo                                              | Byun Chun-sa Jeon Da-hye Choi Eun-kyung Jin Sun-ju Kang Yun-mi                |
| Skeleton       | 1      | Kang Kwang-bae                                                                                          |                                                                               |

Albanië · Algerije · Amerikaanse Maagdeneilanden · Andorra · Argentinië · Armenië · Australië · Azerbeidzjan · België · Bermuda · Bosnië en Herzegovina · Brazilië · Bulgarije · Canada · Chili · China · Chinees Taipei · Costa Rica · Cyprus · Denemarken · Duitsland · Estland · Ethiopië · Finland · Frankrijk · Georgië · Griekenland · Groot-Brittannië · Hongarije · Hongkong · Ierland · IJsland · India · Iran · Israël · Italië · Japan · Kazachstan · Kenia · Kirgizië · Kroatië · Letland · Libanon · Liechtenstein · Litouwen · Luxemburg · Macedonië · Madagaskar · Moldavië · Monaco · Mongolië · Nederland · Nepal · Nieuw-Zeeland · Noord-Korea · Noorwegen · Oekraïne · Oezbekistan · Oostenrijk · Polen · Portugal · Roemenië · Rusland · San Marino · Senegal · Servië en Montenegro · Slovenië · Slowakije · Spanje · Tadzjikistan · Thailand · Tsjechië · Turkije · Venezuela · Verenigde Staten · Wit-Rusland · Zuid-Afrika · Zuid-Korea · Zweden · Zwitserland